# Borsna
Borsna (ukrainisch und russisch Борзна) ist eine Stadt mit etwa 10.000 Einwohnern in der Oblast Tschernihiw im Nordosten der Ukraine und war bis Juli 2020 das Zentrum des gleichnamigen Rajons Borsna.

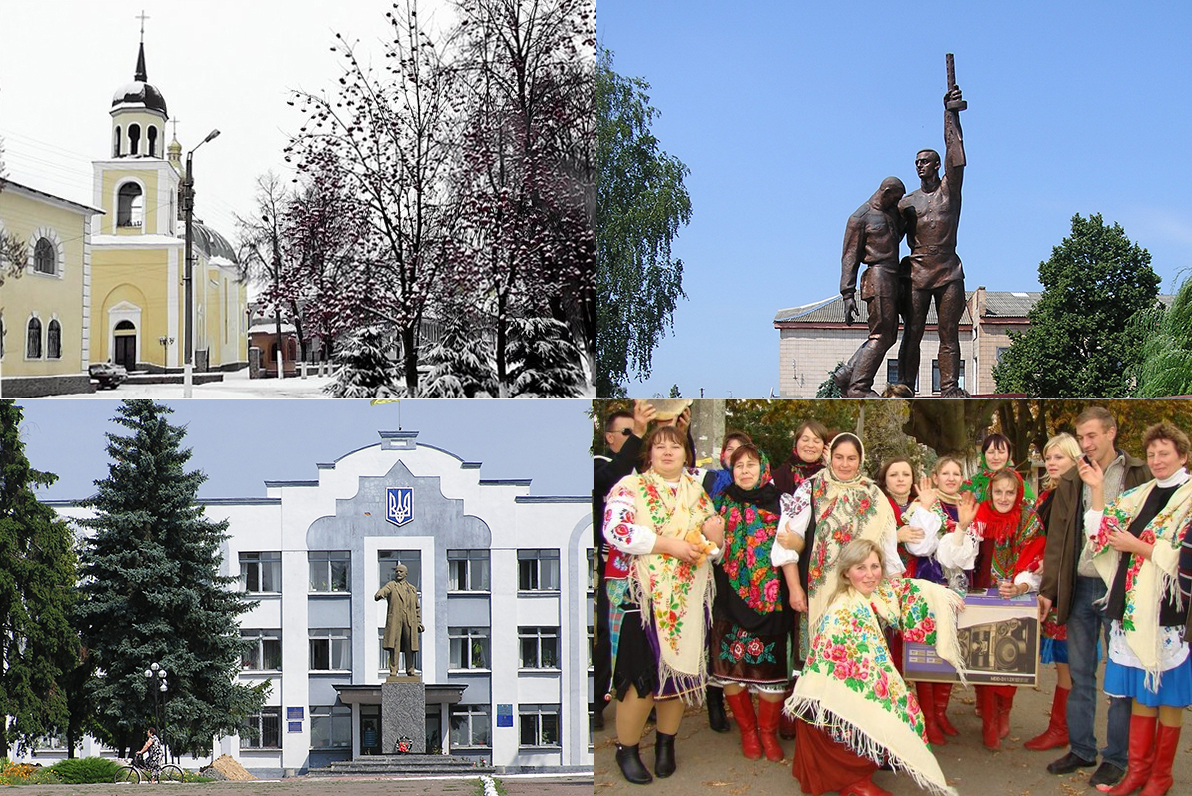
Ortsansichten

## Geografie
Die Stadt liegt ca. 104 km südöstlich von der Hauptstadt der Oblast Tschernihiw und ca. 184 km von der ukrainischen Hauptstadt Kiew an der Europastraße E 101/M 02 (Kiew–Moskau).
Borsna wird durch den kleinen Fluss Borsenka, einem Nebenfluss der Desna bewässert.

## Geschichte
Die Stadt wurde 1633 gegründet (nach dem Magdeburger Stadtrecht) und war seit 1654 Garnisonsstadt. 1633 wurde Borsna an Polen abgetreten, kam aber 1654 als Teil des ukrainischen Staates von Bohdan Chmelnyzkyj unter russische Hoheit. Während des Befreiungskriegs der ukrainischen Kosaken von polnischer Oberherrschaft (1648–1658) war die Stadt ein wichtiger Stützpunkt der Ukrainer.
Seit 1880 war Borsna Kreisstadt im Gouvernement Tschernigow. Die Stadt mit 4 Kirchen und einer Kreisschule zählte Anfang des 21. Jahrhunderts kaum 9000 Einwohner, welche neben Ackerbau und Viehzucht Tuch- und Wollmanufakturen, Strumpfwirkerei, Seiden-, Hut- und Lederfabrikation, auch Talg- und Seifensiederei und Stearinfabrikation betrieben. Der Handel Borsnas wurde durch vier Jahrmärkte belebt. Im Kreis Borsna wurde viel Tabak gebaut, namentlich in der deutschen Kolonie Bjelaja Wesha.
Die große jüdische Einwohnerschaft verringerte sich wegen der Pogrome 1880 und 1919 schon zu Beginn des 20. Jahrhunderts.
Während der deutschen Besatzung im Zweiten Weltkrieg, vom 21. September 1941 bis zum 7. September 1943, wurden von den Deutschen 126 Zivilisten (vor allem Juden) in Borsna ermordet. 179 Menschen wurden als Fremdarbeiter nach Deutschland gebracht. 104 Juden fielen allein bei dem Massaker am 18. Januar 1942 in Schapowaliwka bei Borsna zum Opfer.

## Verwaltungsgliederung
Am 18. Juni 2018 wurde die Stadt zum Zentrum der neugegründeten Stadtgemeinde Borsna (Борзнянська міська громада/Borsnjanska miska hromada). Zu dieser zählten auch die 13 in der untenstehenden Tabelle aufgelisteten Dörfer, bis dahin bildete sie zusammen mit den Dörfern Bilschowyk, Kynaschiwka, Ljubomudriwka und Sabiliwschtschyna die gleichnamige Stadtratsgemeinde Borsna (Борзнянська міська рада/Borsnjanska miska rada) im Zentrum des Rajons Borsna.
Am 12. Juni 2020 kam noch die 8 Dörfer Hryschiwka, Jaduty, Jurkiwschtschyna, Krasnostaw, Ostriw Nadiji, Saponiwka, Schapowaliwka und Schdaniw zum Gemeindegebiet.
Am 17. Juli 2020 kam es im Zuge einer großen Rajonsreform zum Anschluss des Rajonsgebietes an den Rajon Nischyn.
Folgende Orte sind neben dem Hauptort Borsna Teil der Gemeinde:
| Name                              | Name                     | Name                                                     |
| ukrainisch transkribiert          | ukrainisch               | russisch                                                 |
| --------------------------------- | ------------------------ | -------------------------------------------------------- |
| Adamiwka                          | Адамівка                 | Адамовка (Adamowka)                                      |
| Hryschiwka                        | Гришівка                 | Гришовка (Grischowka)                                    |
| Iwaniwka                          | Іванівка                 | Ивановка (Iwanowka)                                      |
| Jaduty                            | Ядути                    | Ядуты                                                    |
| Jurkiwschtschyna                  | Юрківщина                | Юрковщина (Jurkowtschina)                                |
| Krasnostaw                        | Красностав               | Красностав                                               |
| Kynaschiwka                       | Кинашівка                | Кинашевка (Kinaschewka)                                  |
| Ljubomudriwka                     | Любомудрівка             | Любомудровка (Ljubomudrowka)                             |
| Mala Sahoriwka                    | Мала Загорівка           | Малая Загоровка (Malaja Sagorowka)                       |
| Mykolajiwka                       | Миколаївка               | Николаевка (Nikolajewka)                                 |
| Oleniwka                          | Оленівка                 | Оленовка (Olenowka)                                      |
| Ostriw Nadiji (bis 2016 Kirowske) | Острів Надії (Кіровське) | Остров Надежды (Ostrow Nadeschdy)/Кировское (Kirowskoje) |
| Pratschi                          | Прачі                    | Прачи                                                    |
| Sabiliwschtschyna                 | Забілівщина              | Забеловщина (Sabelowschtschina)                          |
| Sabiliwschtschyna Druha           | Забілівщина Друга        | Забеловщина Вторая (Sabelowschtschina Wtoraja)           |
| Saponiwka                         | Сапонівка                | Сапоновка (Saponowka)                                    |
| Schapowaliwka                     | Шаповалівка              | Шаповаловка (Schapowalowka)                              |
| Schdaniw                          | Жданів                   | Жданов (Schdanow)                                        |
| Suchowodka                        | Суховодка                | Суходовка                                                |
| Tscherwone Osero                  | Червоне Озеро            | Червоное Озеро (Tscherwonoje Osero)                      |
| Wolnyzja                          | Вольниця                 | Вольница (Wolniza)                                       |

## Bevölkerung
| 1897   | 1926   | 1959   | 1970   | 1979   | 1989   | 2001   | 2008   | 2014   |
| ------ | ------ | ------ | ------ | ------ | ------ | ------ | ------ | ------ |
| 12 526 | 10 896 | 10 131 | 10 188 | 11 532 | 12 506 | 11 707 | 10 762 | 10 396 |

Quelle:

### Söhne und Töchter der Stadt
- Chrystyna Altschewska (1841–1920), Pädagogin und Organisatorin von Sonntagsschulen
- Halyna Kaltschenko (1926–1975), Bildhauerin

- Wiktor Sabila (1808–1869) lebte auf einem Gut bei Borsna und starb in der Stadt

## Kultur und Sehenswürdigkeiten, Sehenswürdigkeiten

Kirchen und Klöster
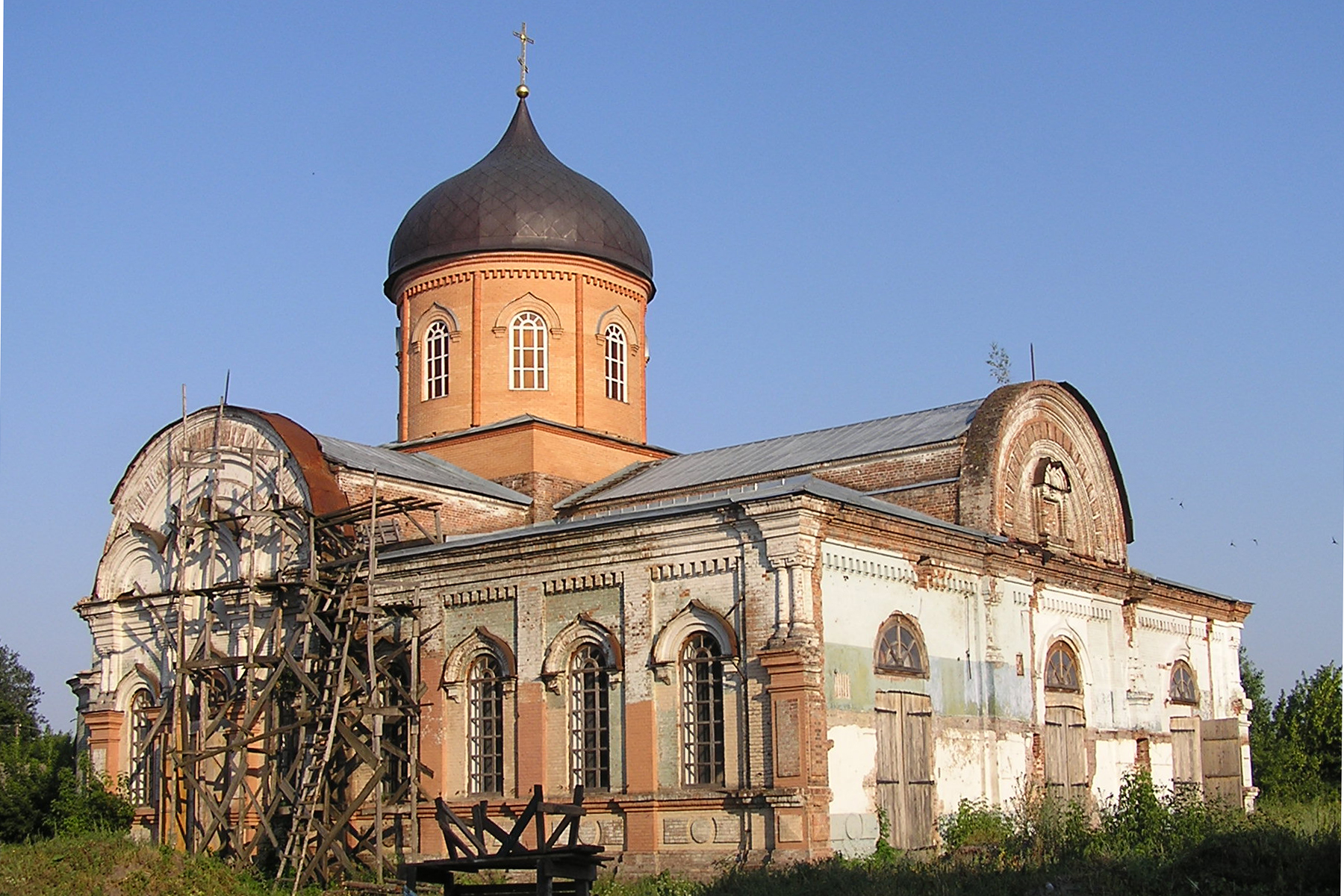
Kirche der Geburt Ende des XIX – Anfang des 20. Jahrhunderts
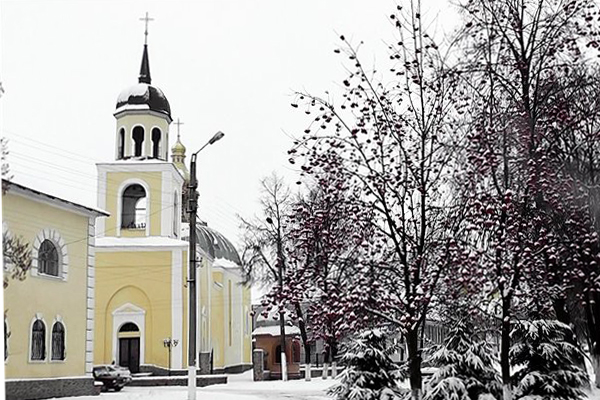
St.-Nikolaus-Kirche Mitte des 18. Jahrhunderts, Glocke – 19. Jahrhundert

Museen und Parks
- Regional Geschichts- und Gedenk-Museum-Reserve Panteleimon Kulisch „Hannyna Wüsten“ (Farm Motronivka);
- Kunst- und Gedenk-Museum „Haus der Volkskünstler der Ukraine, Oleksandr Saenko“;
- Borznyansky Historisches Museum (Volk).